# 증언조서
증언조서(deposition) 혹은 증인신문이나 데포지션은 증인이 법원 밖에서 재판에서 사용할 목적으로 진술을 기록한 문서를 말한다. 선서 증언이라고도 한다.   당사자에 의하여 서면이나 구두로 질문을 받은 증인이 선서(oath)한 후 증언하는 것으로서 그 기록은 후 에 법정에서 입증을 위하여 사용되며 오늘날 선서는 증인이 공인된 법적 신문과정에서 관련된 모든 정보를 제공하고 그와 관련하여 진실만을 이야기하겠다는 자신의 의도를 밝히는 데 가장 많이 이용된다. 외국 당사자인 경우 통역을 사용한다.

## 민사소송 규칙
연방민사소송규칙의 제30조나 각 주별 민사 소송규칙에 따라 선서증언이 이루어진다. 증언중 법원의 속기사가 내용을 모두 받아 적게된다. 고개를 끄덕이는 등의 몸짓은 기록되지 않기 때문에 증언인(deponent)는 모든 질문을 큰 소리로 대답하도록 되어 있다. 선서증언은 재판 전 관련인의 기억 등을 미리 기록하는 기능과 재판 때 피고 원고간 관련 사항을 미리 서로에게 알리는 기능을 가지고 있다. 증언내용을 비디오로 녹화하는 경우도 있다.

## 참고 문헌
- Black's Law Dictionary 1486 (8th ed. 2004)